# William Crabtree

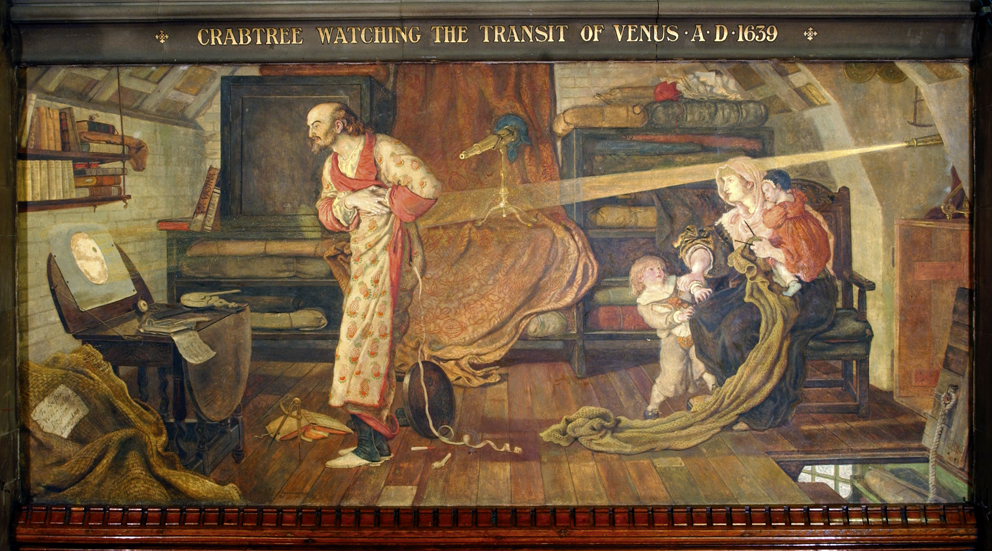
Crabtree beobachtet den Venustransit im Jahre 1639. Ein Wandbild im Rathaus von Manchester.

William Crabtree (* 1610 in Broughton (Salford), England; † 1644) war ein englischer Astronom.
Nach dem Schulbesuch in Manchester wurde Crabtree durch eine reiche Heirat finanziell unabhängig. Neben seinem weiter ausgeübten Beruf als Kaufmann widmete er sich mit großer Leidenschaft der Astronomie. Durch präzise Berechnungen konnte er Vorhersagen von gestandenen Astronomen widerlegen. Zusammen mit Jeremiah Horrox in Lancashire, einem befreundeten Astronomen, beobachtete er den Venustransit vom 24. November (julianisch, 4. Dezember gregorianisch) 1639. Der am 24. November 1970 entdeckte Asteroid (4137) Crabtree trägt seit 2005 seinen Namen.